# Dīwān-i luġāti t-türk

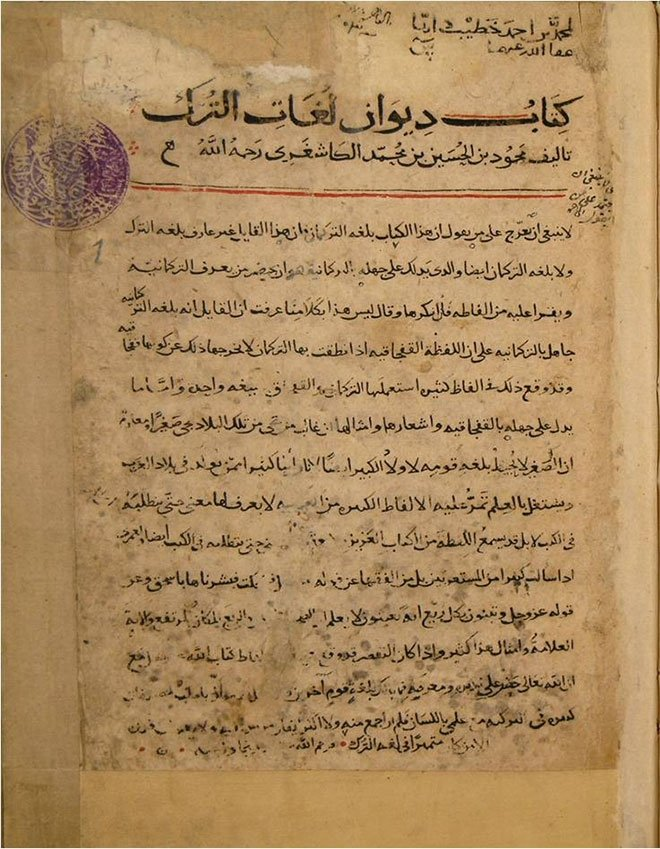
Erste Seite des Manuskriptes des Dīwān

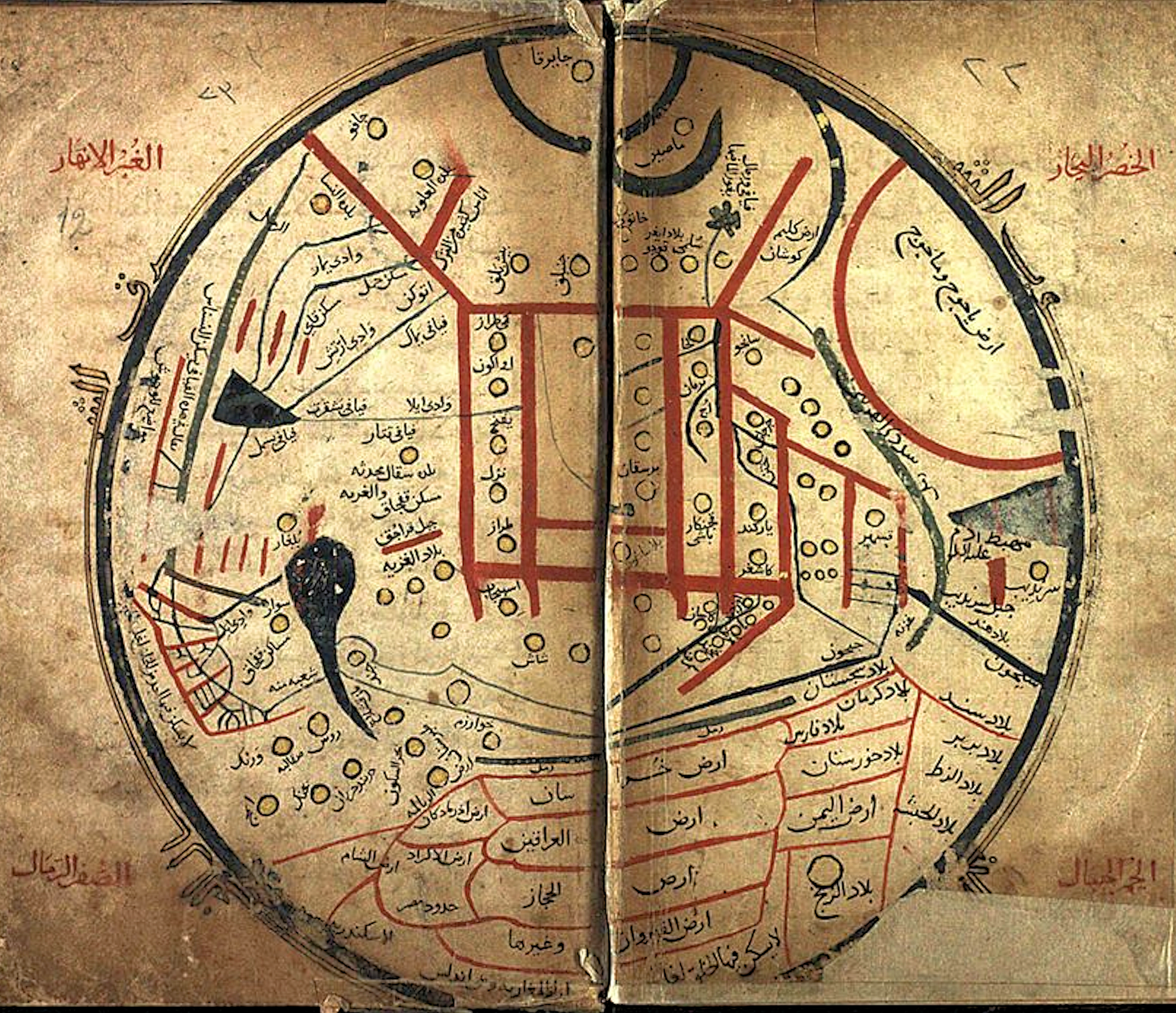
Weltkarte aus dem Dīwān

Der Dīwān-i luġāti t-türk (ديوان لغات الترك; »Kompendium türkischer Dialekte«) ist das älteste bekannte Lexikon der Turksprachen. Es wurde im 11. Jahrhundert von Mahmūd al-Kāšgarī verfasst.

## Entstehung
Mahmūd al-Kāšgarī stellte er das Werk nach eigenen Angaben zwischen 1072 und 1074 in Bagdad zusammen und brachte es dem abbasidischen Kalifen al-Qāʾim dar.

## Inhalt
Der Diwan ist ein türkisch-arabisches Lexikon, das darauf abzielt, Araber Türkisch zu lehren. Er enthält rund 7500 Lemmata und umfangreiches ethnografisches, historiografisches und literarisches Material. Die Einträge sind nicht alphabetisch angeordnet, sondern nach dem arabischen Vorbild von Wortstämmen aus je drei Konsonanten. Den Einträgen sind Zitate aus Elegien und Sprichwörtern zugeordnet.

## Ausgaben
Ein Manuskript befindet sich in der Sammlung des Millet Genel Kütüphanesi in Istanbul. Die erste Druckausgabe gab Kilisli Rifat in den Jahren 1917–1919 heraus. In den Jahren 1939–1941 erschien eine türkische Übersetzung von Besim Atalay, in den Jahren 1960–1963 eine usbekische Übersetzung von Mutallibov. Das alttürkische Lexikon der Sowjetischen Akademie der Wissenschaften (1969) enthält alle Einträge des Diwan. In den Jahren 1982–1985 erschien eine englische Übersetzung von Robert Dankoff; im Jahr 2002 erschien eine chinesische Übersetzung von Hé Ruì 何锐, Dīng Yī 丁一, Xiào Zhòngyí 校仲彝 und Liú Jìngjiā 刘静嘉.